# Discografia lui Luță Ioviță
Discografia taragotistului și clarinetistului Luță Ioviță cuprinde numeroase apariții (discuri de ebonită, viniluri) care conțin înregistrări realizate în perioada 1936-1955 la București.
Discurile interpretului au fost înregistrate la casele de discuri Columbia, Odeon, Lifa Record și Electrecord.

## Discuri Columbia
| An   | Număr de catalog | Format                 | Piese                                                 | Acompaniament            |
| 1936 | DR 83            | shellac, 25 cm, 78 RPM | La bădiță al meu la poartă; Toată vara ți-am zis Dodă | orchestra Monea Gheorghe |
| 1936 | DR 84            | shellac, 25 cm, 78 RPM | Săraca inimă bună; Învârtita cu strigături            | orchestra Monea Gheorghe |

## Discuri Odeon
| An   | Număr de catalog | Format                 | Piese                                                                                               | Acompaniament                |
| 1936 | 277 048          | shellac, 25 cm, 78 RPM | Aseară fusei la moară (voce Ion Ioviță); Lăsai pușca ruginită                                       | Taraful bănățean Luță Ioviță |
| 1936 | 277 049          | shellac, 25 cm, 78 RPM | Ardeleana din Banat; De doi                                                                         | Taraful bănățean Luță Ioviță |
| 1937 | 277 070          | shellac, 25 cm, 78 RPM | Banii se fac la pădure (voce Ion Ioviță); Frunză verde, frunzuliță                                  | Taraful bănățean Luță Ioviță |
| 1937 | 277 079          | shellac, 25 cm, 78 RPM | Învârtita din Ardeal; Hora dela Oravița                                                             | Taraful bănățean Luță Ioviță |
| 1937 | 277 251          | shellac, 25 cm, 78 RPM | Pasărea și rânduneaua (voce Ion Ioviță); Crești pădure și te'ndeasă                                 | Taraful bănățean Luță Ioviță |
| 1937 | 277 252          | shellac, 25 cm, 78 RPM | Asta e nana de la Brebu (cu strigături) (voce Ion Ioviță); Lung e drumul Clujului                   | Taraful bănățean Luță Ioviță |
| 1937 | 277 273          | shellac, 25 cm, 78 RPM | Joc de bâtă (cu strigături ardelenești); Ca la Abrud                                                | Taraful bănățean Luță Ioviță |
| 1937 | 277 274          | shellac, 25 cm, 78 RPM | Brâul ca'n Banat; Ardeleana ca pe Bistra                                                            | Taraful bănățean Luță Ioviță |
| 1937 | 277 287          | shellac, 25 cm, 78 RPM | M-aș duce și eu la nuntă; De-asupra de capul meu                                                    | Taraful bănățean Luță Ioviță |
| 1937 | 277 288          | shellac, 25 cm, 78 RPM | Vremea rea, muierea rea; Câte flori pe deal în sus                                                  | Taraful bănățean Luță Ioviță |
| 1937 | 277 289          | shellac, 25 cm, 78 RPM | Tițiană, nume mândru; Cătălină, Cătălină (voce Mitu Ioviță)                                         | Taraful bănățean Luță Ioviță |
| 1937 | 277 290          | shellac, 25 cm, 78 RPM | Iedera (Poșovoaica); Cântec și joc de nuntă                                                         | Taraful bănățean Luță Ioviță |
| 1938 | 277 391          | shellac, 25 cm, 78 RPM | Toate plugurile ară (voce Ion Ioviță); Vai, vai, inima mea (voce Ion Ioviță)                        | Taraful bănățean Luță Ioviță |
| 1938 | 277 392          | shellac, 25 cm, 78 RPM | Spala mamă rufele (voce Ion Ioviță); Bună dimineața nană (voce Ion Ioviță)                          | Taraful bănățean Luță Ioviță |
| 1938 | 277 393          | shellac, 25 cm, 78 RPM | Tata-i om de vază'n sat (voce Ion Ioviță); Astă noapte am visat (voce Ion Ioviță)                   | Taraful bănățean Luță Ioviță |
| 1938 | 277 394          | shellac, 25 cm, 78 RPM | Toată lumea-mi zice moț (voce Ion Ioviță); Doina voinicului (voce Mitu Ioviță)                      | Taraful bănățean Luță Ioviță |
| 1938 | 277 395          | shellac, 25 cm, 78 RPM | Sălișteanca (cu strigături); Hora lui Bârcă din Ciclova                                             | Taraful bănățean Luță Ioviță |
| 1938 | 277 396          | shellac, 25 cm, 78 RPM | Ardeleana ca la sat; Hora verzelor (cu strigături)                                                  | Taraful bănățean Luță Ioviță |
| 1938 | 277 397          | shellac, 25 cm, 78 RPM | Sorocul; Țarina                                                                                     | Taraful bănățean Luță Ioviță |
| 1940 | 277 431          | shellac, 25 cm, 78 RPM | Măriuță pup de crin (Lemn și codru verde) (voce Ion Ioviță); Pe marginea Dunării (voce Mitu Ioviță) | Taraful bănățean Luță Ioviță |
| 1940 | 277 432          | shellac, 25 cm, 78 RPM | Sus în culmea dealului (voce Ion Ioviță); Dragu-mie, la umbra deasă (voce Mitu Ioviță)              | Taraful bănățean Luță Ioviță |
| 1940 | 277 433          | shellac, 25 cm, 78 RPM | Hai iu iu iu iu iu (cu strigături) (voce Ion Ioviță); Să-mi ia dracii caii mei (voce Mitu Ioviță)   | Taraful bănățean Luță Ioviță |
| 1940 | 277 434          | shellac, 25 cm, 78 RPM | Jocul săcuesc (cu strigături); Joc din Comboș                                                       | Taraful bănățean Luță Ioviță |

## Discuri Lifa Record
| An   | Număr de catalog | Format                 | Piese                                                                                               | Acompaniament                |
| 1935 | LR 178           | shellac, 25 cm, 78 RPM | Nu mă călca pe picior (voce Vasile Anghel) Mână Gheorghe boii bine (voce Vasile Anghel)             | Taraful bănățean Luță Ioviță |
| 1935 | LR 179           | shellac, 25 cm, 78 RPM | Doină de la Oravița Învârtita de la Sibiu                                                           | Taraful bănățean Luță Ioviță |
| 1936 | LR 306           | shellac, 25 cm, 78 RPM | Ioană după tine doda moare (voce Luță Ioviță-Tânărul) Hai ciuciu, ciuciu (voce Luță Ioviță-Tânărul) | Taraful bănățean Luță Ioviță |

## Discuri Electrecord
| An   | Număr de catalog | Format                     | Piese | Acompaniament                                                   |
| 1967 | EPD 1202 Taragot | vinil, LP, 25 cm, 33 ⅓ RPM | 1. Cântec la învelitul miresei și jocul miresei 2. Mândro cu părul tăiat 3. Brâul bătrânesc 4. M-a trimis mama la vie 5. Joc de la Mehadia 6. Tot așa mă bate gândul 7. Vreme rea, muiere rea 8. Horă din Caraș 9. Pe loc din Banat 10. Ardeleana ca pe Bistra 11. Dunăreanca 12. De doi ca-n Banat 13. Deasupra capului meu | Taraful Luță Ioviță (1-3, 5-13) O.M.P.R., dirijor Nelu Stan (4) |

## ÎnregistrăriRadio România
| Anul înreg. | Format | Piese                            | Acompaniament       | Note              |
| 1942        | disc   | Ardeleana ca'n Banat Sălișteanca | taraful Luță Ioviță | voce: Luță Ioviță |